# Henryk Jaskuła
Henryk Jaskuła (ur. 22 października 1923 w Radziszowie, zm. 14 maja 2020 w Przemyślu) – polski żeglarz, kapitan jachtowy, z wykształcenia elektryk. Pierwszy Polak i trzeci żeglarz w historii, który samotnie, bez zawijania do portów okrążył Ziemię. Dokonał tego na jachcie Dar Przemyśla.

## Życiorys
Urodził się w ubogiej rodzinie, której gospodarstwo nie wystarczało na utrzymanie. W poszukiwaniu pracy ojciec w 1926 roku wyemigrował do Argentyny, gdzie w roku 1928 znalazł stałe zatrudnienie przy budowie cementowni w Loma Negra (dziś dzielnica Olavarría). Za przesłane do Polski pieniądze rodzina wybudowała dom jednorodzinny w Radziszowie, lecz wielki kryzys lat trzydziestych zmusił Jaskułów do emigracji. Henryk wraz z matką i młodszym bratem Bolesławem wypłynęli z Gdyni do Londynu w grudniu 1932 na pokładzie polskiego statku Premjer (armator Polbryt). Po pięciodniowym oczekiwaniu rodzina weszła na pokład angielskiego liniowca Arlanza, który 8 stycznia 1933 zawinął do Buenos Aires.
W marcu 1933 rozpoczął naukę w argentyńskiej szkole powszechnej, jego brat Bolesław rok później. W roku 1936 urodziła się jego siostra Irena. Rodzeństwu, które znalazło się w całkowicie obcym środowisku, groziło wynarodowienie. Henryka uchroniła przed tym gromadzona przez ojca kolekcja książek polskich, dołączanych do prenumeraty polonijnego pisma „Ameryka-Echo”.
Po ukończeniu szkoły powszechnej podjął naukę w trzyletniej szkole zawodowej Escuela de Artes y Oficios w Azul, wyuczając się w zawodzie ślusarza i tokarza. Uczęszczając do szkoły zawodowej ukończył eksternistycznie trzy lata liceum ogólnokształcącego, czwarty rok jako uczeń regularny, a równocześnie eksternistycznie piąty, ostatni rok. W marcu 1943 rozpoczął studia na wydziale elektromechanicznym Uniwersytetu Narodowego w La Placie.
Henryk Jaskuła przez dłuższy czas planował powrót do Polski. Po zakończeniu II wojny światowej postanowił kontynuować studia w Polsce. Pismo z zapytaniem o możliwość podjęcia studiów wysłał na adres Fakultetu Elektrycznego Uniwersytetu Jagiellońskiego w Krakowie. Odpowiedź nadeszła od ówczesnego rektora Akademii Górniczej w Krakowie – Walerego Goetla. Krakowska uczelnia poinformowała o możliwości podjęcia studiów i otrzymania miejsca w domu akademickim oraz niewielkiego stypendium.
W roku 1946 poprzez Ambasadę Polską w Meksyku otrzymał paszport. Za pieniądze otrzymane od rodziny i przyjaciół z cementowni Loma Negra zakupił bilet na statek Formose, który wypłynął 3 października 1946 z Buenos Aires i po trzydziestu dniach dotarł do Bordeaux. Po miesiącu spędzonym we Francji wyruszył z dworca Gare de l’Est w Paryżu bezpośrednim pociągiem do Krakowa. Zamieszkał w domu akademickim przy ulicy Gramatyka 10. Utrzymywał się z dorywczej pracy i skromnego stypendium. W roku 1951 obronił pracę magisterską pt. „Automatyka turbin”.

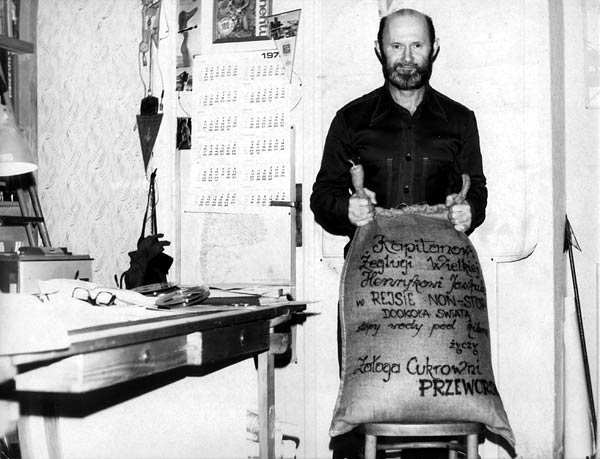
Kapitan Jaskuła z prezentem od cukrowni Przeworsk.

W trakcie studiów, w roku 1948, ożenił się z Zofią Kiełtyką z Przemyśla, studentką chemii Uniwersytetu Jagiellońskiego. W roku 1952 urodziła się ich pierwsza córka Lidia, a w roku 1957 druga córka Aleksandra.
Po skończeniu studiów otrzymał nakaz pracy w Południowych Zakładach Wytwórczych Silników Elektrycznych M-7 w Tarnowie. Po trzech latach przeniósł się z rodziną do Przemyśla, gdzie podjął pracę w Biurze Projektów Budownictwa Wiejskiego.
Do zainteresowania żeglarstwem pociągnęła go tęsknota za rodziną, która została w Argentynie. W 1963 zdobył stopień sternika jachtowego w Ośrodku Szkolenia Morskiego w Jastarni, a w 1971 uzyskał stopień jachtowego kapitana żeglugi wielkiej. W roku 1964 odbył swój pierwszy rejs po Bałtyku na jachcie Syrius. W roku 1971 namówił zarząd szczecińskiego klubu „Stal-Stocznia” na rejs do Hiszpanii połączony z regatami Rias Bajas na jachcie Karawela, który osobiście poprowadził. Po odmowie zarządu na poprowadzenie rejsu do Argentyny (klub planował w tym czasie okołoziemski rejs na jachcie Zew Morza), Henryk Jaskuła rozpoczął poszukiwania innego klubu, który byłby zainteresowany rejsem do Ameryki Południowej.
Po nawiązaniu kontaktów z klubem KKS „Brda” w Bydgoszczy, w 1973 wyruszył w rejs jachtem Euros z Valparaíso w Chile, wokół przylądka Horn do Buenos Aires. Euros był drugim polskim jachtem w historii, który opłynął ten przylądek (cztery dni wcześniej opłynął go jacht Polonez, a wkrótce jako trzeci dołączył do nich jacht Konstanty Maciejewicz). 20 marca 1973 dopłynął do Buenos Aires, gdzie spotkał się z rodziną. Po 35 dniach, 25 kwietnia 1973 wyruszyli do Polski. Zgodnie z wcześniejszymi ustaleniami, na trasie Valparaíso – Buenos Aires jachtem dowodził kapitan Aleksander Kaszowski, natomiast z Buenos Aires do Polski dowodził nim Henryk Jaskuła. W 1975 na Karaweli odbył pierwszy samotny rejs bałtycki.

### Rejs dookoła świata

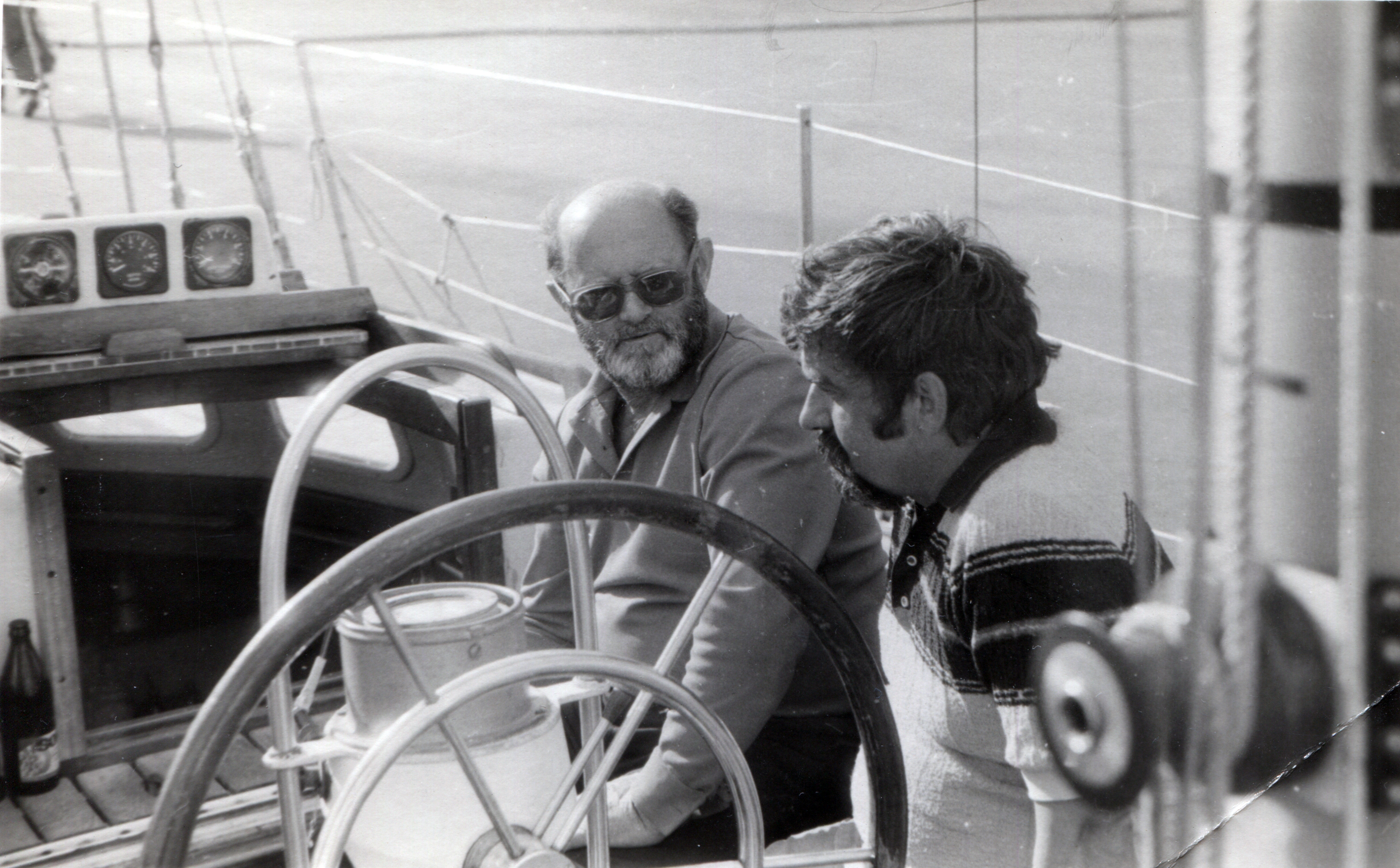
Henryk Jaskuła i Jerzy Kordecki na Darze Przemyśla. Przygotowania do rejsu dookoła świata

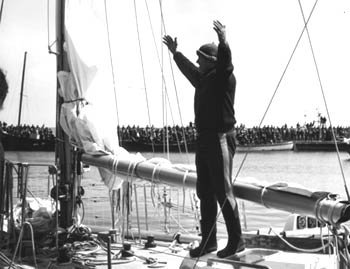
Kpt. Henryk Jaskuła wpływa do portu w Gdyni

Po zdobyciu odpowiedniego doświadczenia żeglarskiego, Henryk Jaskuła zaczął planować swą podróż dookoła świata oraz rozpoczął poszukiwania sponsora zarówno rejsu, jak i budowy nowego jachtu. Uzyskał poparcie ówczesnego sekretarza generalnego Polskiego Związku Żeglarskiego, Wiesława Rogali, który zaoferował dotację w wysokości 2,5 miliona złotych na budowę jachtu. Problemem stało się jednak znalezienie zakładu, w którym podjęto by się budowy. Początkowo zwrócił się do Zakładów Naprawczych Taboru Kolejowego w Bydgoszczy (gdzie zbudowany został m.in. jacht Euros), lecz zaproponowano mu jedynie Eurosa w zamian za przekazanie dotacji na konto klubu sportowego „Brda”. Kapitan Jaskuła odmówił, znając stan wysłużonego jachtu. Następnie Jaskuła zwrócił się do przemyskiego I sekretarza PZPR, proponując budowę jachtu w warsztatach Lokomotywowni w Żurawicy pod Przemyślem. Pomysł jednak został odrzucony przez ówczesną dyrekcję żurawickiego zakładu. Upadł również pomysł budowy jachtu w mieleckich i rzeszowskich zakładach WSK. Ostatecznie, po ponownych rozmowach w siedzibie PZŻ, 6 października 1975 Wiesław Rogala podpisał zlecenie na budowę jachtu w stoczni im. Conrada w Gdańsku. W tym samym roku kapitan Jaskuła zgromadził w Przemyślu zwolenników żeglarstwa i wspólnie z nimi założył Przemyski Okręgowy Związek Żeglarski, zostając jego pierwszym prezesem.
Ze względu na napięty plan gdańskiej stoczni, budowa jachtu opóźniała się. Szukając mocnego „poparcia” szybkiej budowy jachtu, kapitanowi Jaskule udało się zainteresować projektem władze województwa przemyskiego. Wkrótce zawiązał się Komitet Organizacyjny Rejsu pod przewodnictwem wicewojewody przemyskiego. W grudniu 1977 rozpoczęły się w stoczni pierwsze prace przy konstrukcji jachtu. 23 września 1978 odbył się chrzest jachtu Dar Przemyśla, na którym 12 czerwca 1979 wyruszył samotnie w trasę.
Na pokładzie miał radioodbiornik oraz radio UKF do łączności na krótkim dystansie. Nie posiadał sprzętu radiowego, którym mógłby skutecznie wezwać pomoc. Nie miał także tratwy ratunkowej. Nie dostał jej, gdyż jej atest kończył się cztery miesiące przed planowanym końcem rejsu, a na kupno nowej nie było czasu. Jako zapasy żywności służyły mu konserwy mięsne Baltony, grochówka od wojska, chleb w dwukilogramowych porcjach, 500 litrów wody (z czego zużył 300, dzięki wykorzystaniu deszczówki), 24 butelki spirytusu, kilka piw i win (alkoholu starczyło do połowy rejsu).
Rejs trwał 344 dni, a trasa prowadziła z Gdyni, wokół Przylądka Dobrej Nadziei, na południe od Australii i Nowej Zelandii, wokół Przylądka Horn z powrotem do Gdyni, gdzie dotarł 20 maja 1980 roku.
Rejs trwałby jeden dzień krócej, jednak ze względu na zaplanowane w Gdyni powitanie z udziałem telewizji, dygnitarzy partyjnych i tłumów widzów, Jaskułę poproszono w Zatoce Gdańskiej ze statku „Konstelacja”, aby zaczekał do następnego dnia.
20 maja 1980 przybił do portu w Gdyni, gdzie czekały na niego tysiące ludzi. Schodząc z pokładu Daru Przemyśla przywitał zebranych słowami Polsko kochana, Twój syn powrócił. Jego powrót do Przemyśla był świętem całego miasta i województwa.
Na cześć kapitana Henryka Jaskuły oraz jego okołoziemskiego rejsu, przemyska kapela Ta Joj napisała piosenkę pt. Jaskuła to Pierwsza Formuła, która została odśpiewana m.in. podczas oficjalnego powitania w gdyńskim porcie.
W oparciu o zapisy poczynione w czasie rejsu kapitan Henryk Jaskuła napisał książkę pt. Non stop dookoła świata liczącą 340 stron i wydaną przez Wydawnictwo Morskie w serii Sławni żeglarze w 1983 w nakładzie 40 tysięcy egzemplarzy (ISBN 83-215-4406-1).

#### Kalendarium rejsu

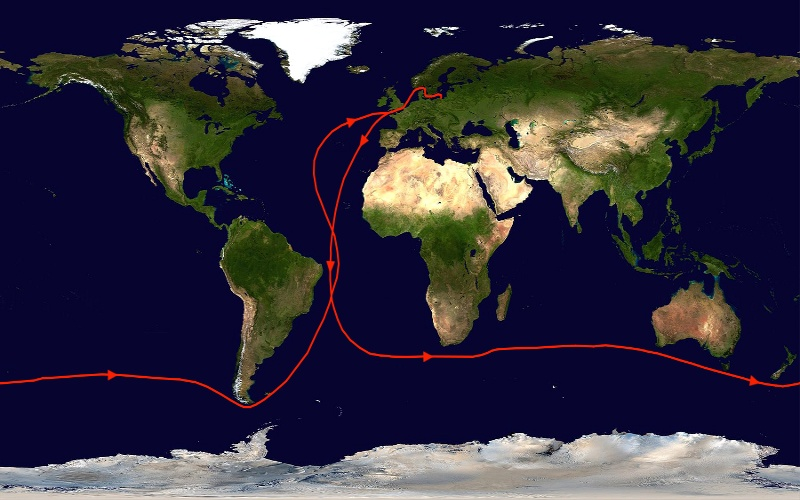
Trasa okołoziemskiego rejsu kpt. Henryka Jaskuły

| Data              | Czas GMT | Wydarzenie                                                                                             |
| ----------------- | -------- | --- |
| 12 czerwca 1979   | 10:00    | Wyjście z Gdyni                                                                                        |
| 22 czerwca 1979   | 24:00    | Trawers Hanstholm                                                                                      |
| 30 czerwca 1979   | 08:30    | Trawers Dover                                                                                          |
| 1 lipca 1979      | 11:00    | Przecięcie południka Greenwich                                                                         |
| 9 lipca 1979      | 12:00    | Wyjście z kanału La Manche na Atlantyk (linia Bishop Rock – Isle d'Ouessant)                           |
| 24 lipca 1979     | –        | Trawers Madery                                                                                         |
| 28 lipca 1979     | –        | zwrotnik Raka                                                                                          |
| 1 sierpnia 1979   | –        | Trawers wyspy Santo Antão                                                                              |
| 12 sierpnia 1979  | 23:00    | Równik 0°N 24°W/0,000000 -24,000000 (przecięcie)                                                       |
| 22 sierpnia 1979  | –        | zwrotnik Koziorożca 23°27′S 26°31′W/-23,450000 -26,516667 (przecięcie)                                 |
| 9 września 1979   | 12:00    | Drugie przecięcie południka Greenwich                                                                  |
| 17 września 1979  | 11:00    | Przecięcie południka Przylądka Dobrej Nadziei (w odległości 227 mil)                                   |
| 18 września 1979  | 08:00    | Przecięcie południka Przylądka Igielnego i wejście na Ocean Indyjski                                   |
| 15 listopada 1979 | –        | Przecięcie południka Cape Leeuwin (w odległości 522 mil)                                               |
| 27 listopada 1979 | 02:00    | Przecięcie południka South East Cape na Tasmanii i wejście na Ocean Spokojny                           |
| 3 grudnia 1979    | 23:30    | Przecięcie południka South Cape na wyspie Stewart                                                      |
| 8 grudnia 1979    | 21:00    | Przecięcie południka 180° 49°00′S 0°00′E/-49,000000 -0,000000                                          |
| 15 grudnia 1979   | –        | 32,1 mili na południe od antypodów Przemyśla 50°17′S 157°10′W/-50,283333 -157,166667                   |
| 13 stycznia 1980  | –        | Trawers wysp Diego Ramírez (w odległości 3 mil)                                                        |
| 14 stycznia 1980  | 05:00    | Trawers Przylądka Horn (w odległości 8 mil) i wejście na Atlantyk                                      |
| 13 lutego 1980    | 24:00    | Zamknięcie pętli wokół świata 27°50′S 24°20′W/-27,833333 -24,333333                                    |
| 17 lutego 1980    | –        | Zwrotnik Koziorożca 23°27′S 22°44′W/-23,450000 -22,733333 (przecięcie)                                 |
| 6 marca 1980      | –        | Równik 0°00′N 28°03′W/-0,000000 -28,050000 (przecięcie)                                                |
| 20 kwietnia 1980  | –        | 315 dzień jachtowy – pobicie rekordu świata w długości przebywania na morzu non-stop w rejsie samotnym |
| 21 kwietnia 1980  | 00:00    | Wejście do Kanału La Manche (linia Bishop Rock – Isle d’Ouessant)                                      |
| 24 kwietnia 1980  | 04:00    | Trzecie przecięcie południka Greenwich                                                                 |
| 26 kwietnia 1980  | 08:15    | Trawers Dover                                                                                          |
| 7 maja 1980       | –        | Trawers Hanstholm                                                                                      |
| 9 maja 1980       | 01:00    | Trawers Skagen – wejście na Kattegat                                                                   |
| 16 maja 1980      | –        | Trawers Kołobrzegu (w odległości 30 mil)                                                               |
| 19 maja 1980      | 12:30    | Trawers Rozewia                                                                                        |
| 20 maja 1980      | 11:20    | Dar Przemyśla wpływa do basenu żeglarskiego im. gen. Mariusza Zaruskiego w Gdyni                       |

### Plany drugiego rejsu

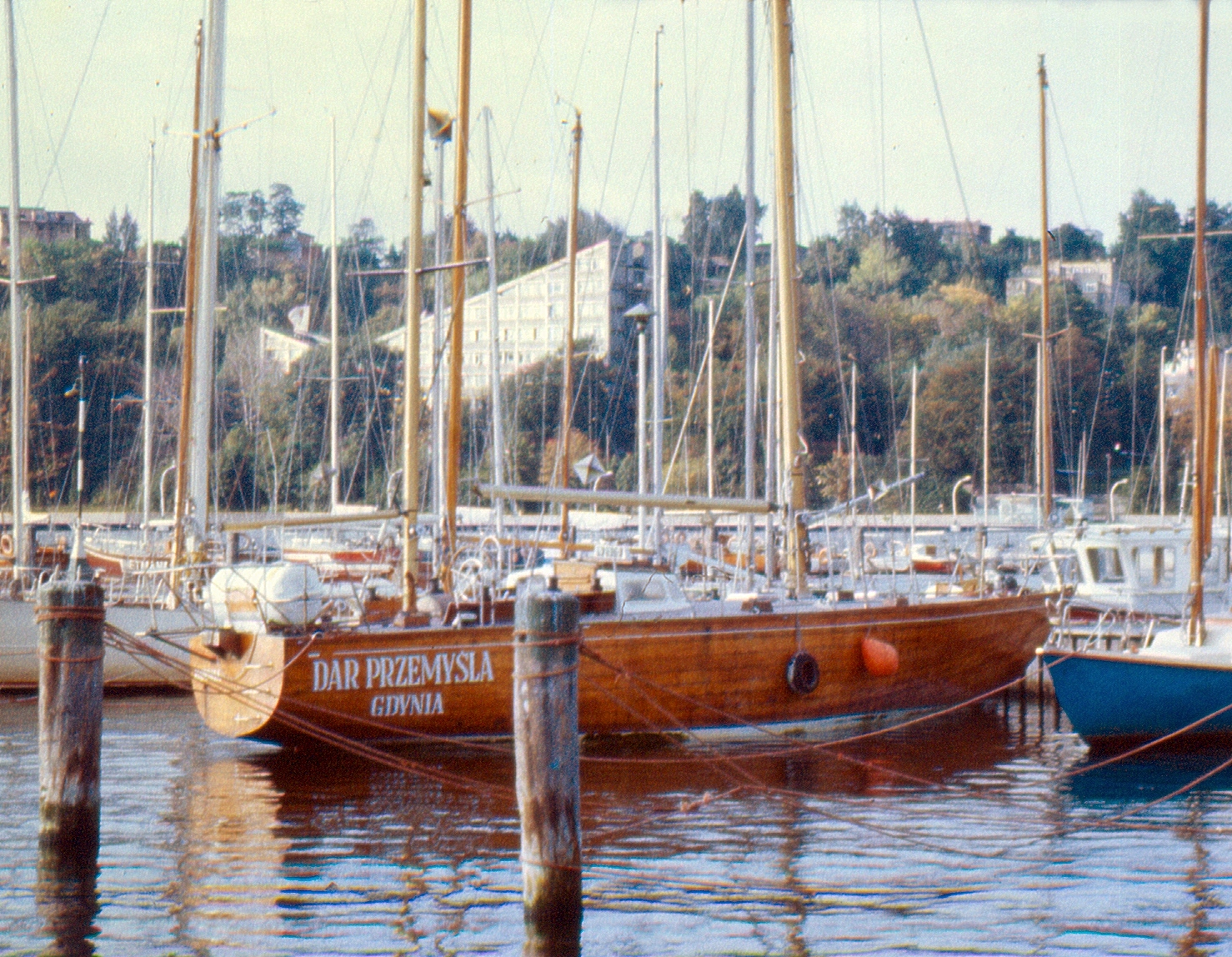
Dar Przemyśla w gdyńskim porcie (rok 1985).

Jeszcze podczas pierwszego rejsu dookoła świata kapitan Jaskuła bacznie obserwował warunki sztormowe na Oceanach Południa – Indyjskim i Pacyfiku, pod kątem żeglugi w przeciwną stronę, ze wschodu na zachód. Na Oceanach Południa wieją prawie zawsze wiatry zachodnie, często bardzo silne, przeciwne takiej żegludze. Niewielkim problemem jest natomiast prąd w kierunku wschodnim rzędu dziesięciu mil na dobę.
Po rejsie dookoła świata wyruszył z żoną Zofią i młodszą córką Olą w rejs załogowy do Argentyny, gdzie mieszkała matka, siostra i brat (ojciec zmarł w 1971 roku). Rejs trwał od 23 października 1980 do 4 czerwca 1981 poza sezonem żeglugowym w Polsce. Jaskuła zabrał ze sobą m.in. dwa woreczki z ziemią pochodzącą z miejsc urodzin jego rodziców. Jeden był przeznaczony na grób ojca, a drugi przekazał w tajemnicy siostrze na przyszły grób mamy. Spędzili tam pięć tygodni. Po powrocie z Argentyny kapitan Jaskuła rozpoczął organizowanie następnego rejsu solo non-stop dookoła świata „w przeciwną stronę”. Stan wojenny przyhamował te plany na dwa lata.
Wyruszył 19 sierpnia 1984 z Gdyni. W Skagerraku ujawnił się mocny przeciek (jacht nabierał 1,5 tony wody na dobę przy silnym wietrze i dużej fali). Nie mogąc zlokalizować ani opanować tego przecieku kapitan zawrócił i po 19 dniach od wyjścia zawinął do Gdyni. Po kilku miesiącach awaria została rozpoznana i usunięta w Stoczni Jachtowej w Gdańsku. Ponowne wyjście w rejs zostało przełożone na lipiec 1986.
Tymczasem rok wcześniej (1985) nastąpił rozłam w zarządzie Przemyskiego Okręgowego Związku Żeglarskiego na tle eksploatacji s/y Dar Przemyśla. Urząd Wojewódzki w Przemyślu, który sfinansował budowę jachtu, przekazał go nieodpłatnie Przemyskiemu OZŻ-towi. W wyniku innej koncepcji zarządu dotyczącej eksploatacji jachtu, która nie akceptowała Bałtyku jako polskiego morza szkolenia żeglarskiego, ani Gdyni jako siedziby jachtu (przy czym upierał się Jaskuła), tylko lansowała Niceę jako port stacjonowania, a Morze Śródziemne jako akwen żeglugi, Jaskuła został odsunięty od wpływu na eksploatację jachtu. Sezon 1986 został zmarnowany na toczące się boje o jacht, który stał bezczynnie w Gdyni. Jaskuła przegrał tę batalię, a w grudniu 1986 odszedł definitywnie z zarządu, w którym był wiceprezesem ds. morskich (w 1975 roku był współorganizatorem PrOZŻ i jego pierwszym prezesem).
Nowi decydenci w zarządzie zorganizowali w 1987 roku rejs na Kubę do Hawany. Wychodząc z Kuby jacht miał odbyć w 1988 roku kilka rejsów po Karaibach, po czym miał przejść na Morze Śródziemne w 1989. Jacht nigdy nie dopłynął do Hawany. 20 grudnia 1987 wieczorem, idąc za blisko brzegu, jacht wpadł na próg skalny w odległości 100 m od linii brzegowej i został rozbity osiadając na płyciźnie obok kubańskiego przylądka Punta Brava (21°25′32,00″N 76°50′18,72″W/21,425556 -76,838533). 7-osobowa załoga nie ucierpiała.
Przemyśl stracił jacht, a plan drugiego rejsu dookoła świata został ostatecznie przekreślony. Rozbicie jachtu było dla kapitana Henryka Jaskuły wielką tragedią.

### Późniejsze lata
Po konflikcie w PrOZŻ Henryk Jaskuła wycofał się z aktywnego żeglarstwa, pisząc od czasu do czasu artykuły dla żeglarskich czasopism i dzieląc się swoim doświadczeniem w wywiadach prasowych. W grudniu 2007 umarła żona kapitana – Zofia Jaskuła.  W ostatnich latach życia, mieszkając w Przemyślu, utrzymywał kontakt z siostrą Ireną (zamieszkałą w Argentynie) oraz córkami, Lidią (zamieszkałą w Australii) i Aleksandrą (zamieszkałą w Holandii).
Zmarł 14 maja 2020 w Przemyślu w wieku 96 lat. Został pochowany na cmentarzu komunalnym Zasanie w Przemyślu.

## Rekordy
Henryk Jaskuła jest pierwszym Polakiem i trzecim żeglarzem w historii, który samotnie, bez zawijania do portów okrążył Ziemię. Wcześniej dokonali tego Robin Knox-Johnston na jachcie Suhaili (Falmouth-Falmouth od 14 czerwca 1968 do 22 kwietnia 1969) oraz Chay Blyth na British Steel (Hamble-Hamble od 18 października 1970 do 6 sierpnia 1971). Nieoficjalnie wspomina się również o rekordzie Bernarda Moitessier na jachcie Joshua (Plymouth-Tahiti od 22 sierpnia 1968 do 21 czerwca 1969), lecz nie powrócił on do macierzystego portu, stąd też rekord ten nie mógł zostać oficjalnie uznany.
Henryk Jaskuła pobił również ówczesny rekord świata w długości przebywania na morzu non-stop w rejsie samotnym, który należał do Robina Knox-Johnstona i wynosił 313 dni.

## Odznaczenia i nagrody

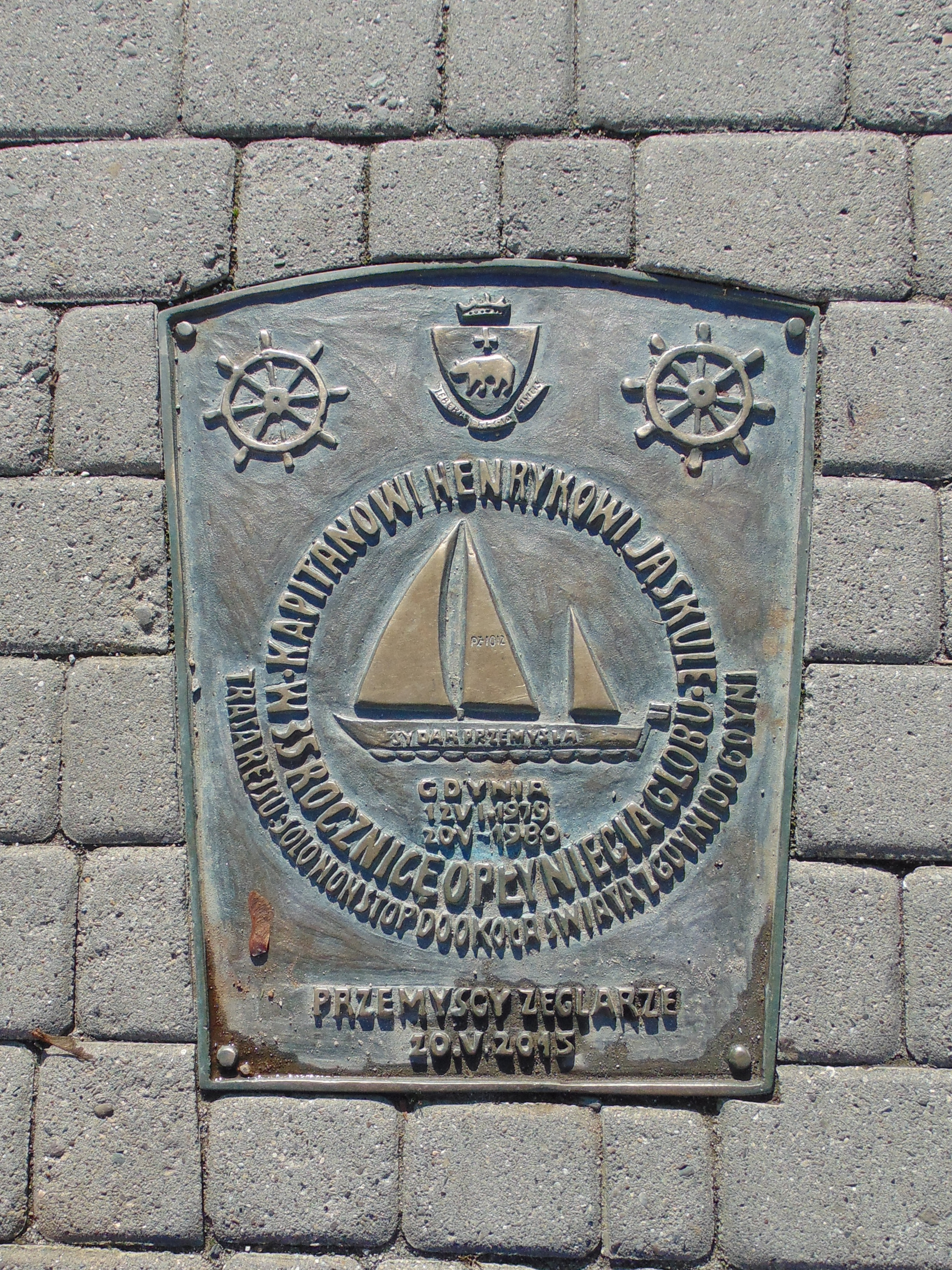
Tablica upamiętniająca na rynku w Przemyślu

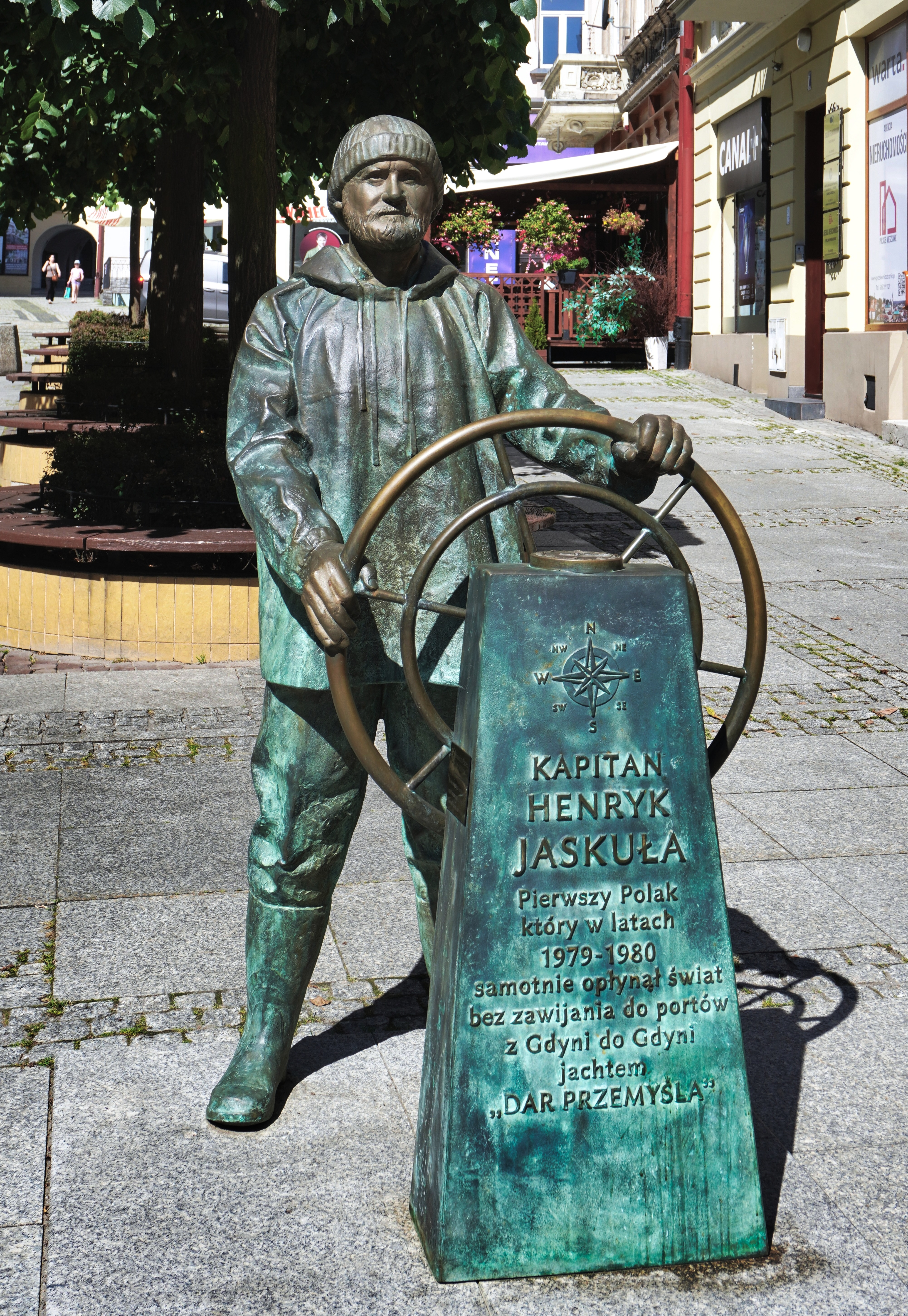
Pomnik kpt. Henryka Jaskuły w Przemyślu

Razem z kapitanem Aleksandrem Kaszowskim otrzymał drugą nagrodę Rejs Roku 1973 za wyprawę na Horn (Valparaíso-Buenos Aires) oraz 90-dniowy rejs Buenos Aires-Hel.
Kapitan Jaskuła został odznaczony Krzyżem Oficerskim Orderu Odrodzenia Polski za rozsławienie dobrego imienia polskiego żeglarstwa i polskich stoczni w świecie.
Od ówczesnego prezesa GKKFiS otrzymał złoty Medal „Za Wybitne Osiągnięcia Sportowe”.
1 marca 1980 roku otrzymał Srebrny Sekstant (I nagroda za rejs roku), a 24 maja został uroczyście wpisany do księgi zasłużonych dla województwa przemyskiego.
W ramach plebiscytu na najpopularniejszego sportowca Polski południowo-wschodniej, organizowanego przez dziennik „Nowiny”, otrzymał tytuł honorowego sportowca roku 1981.
Jest członkiem Bractwa Kaphornowców z legitymacją nr 3 oraz jest honorowym członkiem Joseph Conrad Club w Chicago z legitymacją nr 1. W czerwcu 2007 otrzymał godność honorowego członka Polskiego Związku Żeglarskiego.
3 maja 2008 otrzymał uroczyście akt nadania Honorowego Obywatelstwa Miasta Przemyśla.
W roku szkolnym 2008/2009 został wybrany patronem Szkoły Podstawowej nr 14 w Przemyślu.
Wszystkie otrzymane medale przekazał do rodzinnego Radziszowa. 6 maja 2009 w Szkole Podstawowej w Radziszowie odbyła się uroczystość otwarcia wystawy Henryk Jaskuła. Radziszowianin, który opłynął kulę ziemską.
18 lutego 2013 został nagrodzony Super Kolosem za całokształt dokonań żeglarskich.
26 czerwca 2021 r. została odsłonięta jego tablica w Alei Żeglarstwa Polskiego w Gdyni.